# Свети Василије (Грчка)
Свети Василије (грч. Άγιος Βασίλειος, Ајос Василиос) је насељено место у општини Лагадина у периферији Средишња Македонија, Грчка. Према попису из 2021. године било је 1.180 становника.
Према бугарском географу и историчару, Василу Канчову, у Светом Василију је 1900. године живело 270 Грка. После 1922. године насељене су грчке избегличке породице, укупно 371 особа. На попису из 1928. године село је имало 767 становника..